# 松江市立城北小学校
松江市立城北小学校（まつえしりつ じょうほくしょうがっこう）は、島根県松江市東奥谷町にある公立小学校。

## 沿革
- 1969年（昭和44年）
  - 4月1日 - 北堀小学校と法吉小学校（旧）の2校を統合して、城北小学校創立。ただし、統合校舎は完成しておらず、城北小学校○○校舎として存続（名目統合）。当時の教員数30名、児童数880名。
  - 12月11日 - 新校舎起工式。
- 1971年（昭和46年）
  - 3月14日 - 北堀・法吉両校舎の閉校式挙行。
  - 4月1日 - 校舎を松江市東奥谷町229番地（現在地）に新築し、実質統合となる。校旗制定。
  - 5月25日 - 校章（マーク）制定。
  - 6月10日 - 新校舎竣工式挙行。校歌・愛唱歌制定。
- 1973年（昭和48年）
  - 4月1日 - 情緒障害児学級開設。
  - 10月19日 - 宝塚市立第一小学校との姉妹校提携。
- 1975年（昭和50年）4月1日 - 情緒障害幼児学級併設。
- 1980年（昭和55年）4月1日 - 開校10周年記念式典挙行。
- 1981年（昭和56年）
  - 3月2日 - 松江市立法吉小学校（新）新設に伴い、本校より282名の児童が移籍するため「法吉小学校開校を祝う会」を開催。
  - 3月8日 - 「城北教育十年史」刊行。
  - 4月1日 - 本校より法吉小学校（新）を分離、松江市立法吉小学校開校。
  - 7月1日 - 学校警備員制度廃止し、機械警備に移行する。
- 1987年（昭和62年）6月26日 - 城北小学校教育後援会発足。
- 1989年（平成元年）
  - 10月1日 - 二宮金次郎像の除幕式挙行。
  - 11月5日 - 開校20周年記念式典挙行。
- 1990年（平成2年）3月12日 - 「城北教育二十年史」刊行。
- 1995年（平成7年）1月17日 - 5時46分頃に発生した兵庫県南部地震（阪神大震災）により、被災者4名転入学。
- 1996年（平成8年）5月2日 - 北堀小学校跡地記念石碑除幕式挙行（城北公民館、桐岳寺）。
- 1999年（平成11年）
  - 11月20日 - 開校30周年記念式典挙行。開校30周年事業飼育小屋新設・引き渡し式開催。
- 2000年（平成12年）
  - 1月10日 - コンピュータ室開室（22台）。
  - 3月9日 -「城北教育三十年史」刊行。
  - 3月20日 - 開校30周年事業図書室パソコン導入。
  - 3月25日 - 開校30周年事業法被導入。
- 2001年（平成13年）
  - 1月18日 - 二宮金次郎像再建。
  - 11月6日 - 非常ボタン等設置。
- 2003年（平成15年）8月 - 校庭夜間照明設置。
- 2005年（平成17年）10月31日 - ひまわりパトロール隊結成式。
- 2008年（平成20年）
  - 10月6日 - 校舎建設工事開始。
  - 12月22日 - 安全祈願祭・起工式。
- 2010年（平成22年）
  - 1月8日 - 開校40周年記念お祝い会開催。
  - 1月12日 - 新校舎での授業開始。
- 2011年（平成23年）
  - 3月5日 - 城北小学校、城北児童クラブ竣工式。
  - 3月10日 - 新体育館使用開始。
- 2012年（平成24年）
  - 3月12日 - 一中校区学園名「千鳥の杜学園」に決定。
  - 3月15日 - 校庭使用開始。
  - 6月17日 - 校庭芝生化植栽作業。
  - 10月 - 千鳥の杜学園シンボルマーク決定。
- 2014年（平成26年）5月 - サイエンスキースクール事業指定。
- 2019年（令和元年）11月19日 - 開校50周年記念式典挙行。
- 2020年（令和2年）
  - 1月31日 - 「城北教育五十年史」刊行。
  - 2月28日 - 電子黒板導入。
- 2021年（令和3年）3月1日 - タブレット導入。
- 2024年（令和6年）4月1日 - 通級指導教室開設。

## 外部との関わり
2018年に城北小学校の児童によるドッジボールチームが春の全国小学生ドッジボール選手権に出場した。これは松江勢初の出場であった。同年11月には松平治郷の没後200年を節目に、伝統文化である和菓子の魅力を松江市内の子どもに伝えるための和菓子メーカーとの交流会が開催された。2019年11月には日本サッカー協会が実施している「夢の教室」事業が行われ、木村悠がサッカーからボクシングへ転向した経緯や世界王者に至るまでの過程を児童に話した。

## 通学区域
- 東奥谷町・奥谷町・北堀町・石橋町・大輪町・淞北台・法吉町（中川以西の地域除く）・春日町（中川以西の地域除く）・黒田町（中川以西・四十間堀川以西の地域を除く）・誉田町（国道431号以南かつ主要地方道松江島根線(くにびき道路)以南の地域）・うぐいす台[4]

## 学校周辺
- 松江市立城北幼稚園 - 同一敷地内でかつ、進学前幼稚園のひとつ。
- 東奥谷町集会所 - 松江市立城北幼稚園と松江市道をはさんで、敷地が隣接。
- 万寿寺
- 島根大学旧奥谷宿舎 - 国の登録有形文化財
- 菅田庵 - 国の史跡および名勝
- 島根大学総合博物館アシカル

## 交通
- 松江市営バス「北循環線」（内回り・外回り）で、「淞北台団地入口」バス停より、学校正門まで、
  - 内回り線のりばから、徒歩約70m・約1分。
  - 外回り線のりばから、徒歩約75m・約1分（学校正門前横断歩道経由）。